# О’Брайен, Эдвин Фредерик
Эдвин Фредерик О’Брайен (англ. Edwin Frederick O’Brien; род. 8 апреля 1939, Бронкс, Нью-Йорк, США) — американский кардинал. Титулярный епископ Тизики и вспомогательный епископ Нью-Йорка с 6 февраля 1996 по 7 апреля 1997. Коадъютор архиепархии вооружённых сил США с 7 апреля по 12 августа 1997. Архиепископ вооружённых сил США с 12 августа 1997 по 12 июля 2007. Архиепископ Балтимора с 12 июля 2007 по 29 августа 2011. Апостольский администратор Балтимора с 29 августа 2011 по 20 марта 2012. Про-великий магистр Рыцарского Ордена Святого Гроба Господня с 29 августа 2011 по 15 марта 2012. Великий магистр Рыцарского Ордена Святого Гроба Господнего Иерусалимского с 15 марта 2012 по 8 декабря 2019. Кардинал-дьякон с титулярной диаконией Сан-Себастьяно-аль-Палатино с 18 февраля 2012 по 4 марта 2022. Кардинал-священник с титулярной диаконией pro hac vice Сан-Себастьяно-аль-Палатино с 4 марта 2022.

## Биография
Рукоположен в священный сан кардиналом Фрэнсисом Спеллманом 29 мая 1965 года. В 1965—1970 годах — гражданский капеллан Военной академии Вест-Пойнт, затем военный капеллан в звании капитана. Служил капелланом в составе 82-й воздушно-десантной дивизии в Форт-Брэгг, в 1971—1972 годах — во Вьетнаме в составе 173-й воздушно-десантной бригады и 1-й «кавалерийской» дивизии, затем в Форт-Гордон. В 1973 году направлен для дальнейшего обучения в Рим. Далее служил на разных должностях в церковной администрации в США.
18 февраля 2012 года, в соборе Святого Петра состоялась консистория, на которой Эдвин Фредерик О’Брайен был возведён в сан кардинал-дьякона с титулярной диаконией Сан-Себастьяно-аль-Палатино. На нового Князя Церкви была возложен кардинальская шапка и вручён кардинальский перстень.
Участник Конклава 2013 года.
4 марта 2022 года возведён в сан кардинала-священника с титулярной диаконией pro hac vice Сан-Себастьяно-аль-Палатино